# ハディ・アフマド
ハーディー・アフマド・バシール（هادي أحمد بشير、ラテン文字表記: Hadi Ahmed Basheer、1953年 - ）はイラクの元サッカー選手。

## 経歴
イラクサッカー界のパイオニア的存在。
1980年モスクワオリンピックに出場した他、国際試合に出場した。
引退後はコーチとして活動。また、テレビで試合の解説等を行っている。